# Feni (Distrikt)
Der Distrikt Feni (Bengalisch: ফেনী জেলা, Phenī jelā) ist ein Verwaltungsdistrikt im südöstlichen Bangladesch in der Division Chittagong. Der Distrikt hat 1.437.371 Einwohner (Volkszählung 2011). Die größte Stadt des Distrikts ist die gleichnamige Distriktshauptstadt Feni.

## Geografie
Der 990,36 km² große Distrikt grenzt im Norden an den Nachbardistrikt Kumilla und den indischen Bundesstaat Tripura, der auch östlich liegt. Südlich des Distrikts Feni grenzen die Distrikte Chittagong und Noakhali an, der auch westlich liegt.
Die wichtigsten Flüsse sind der Feni und der Muhuri („kleiner Feni“).

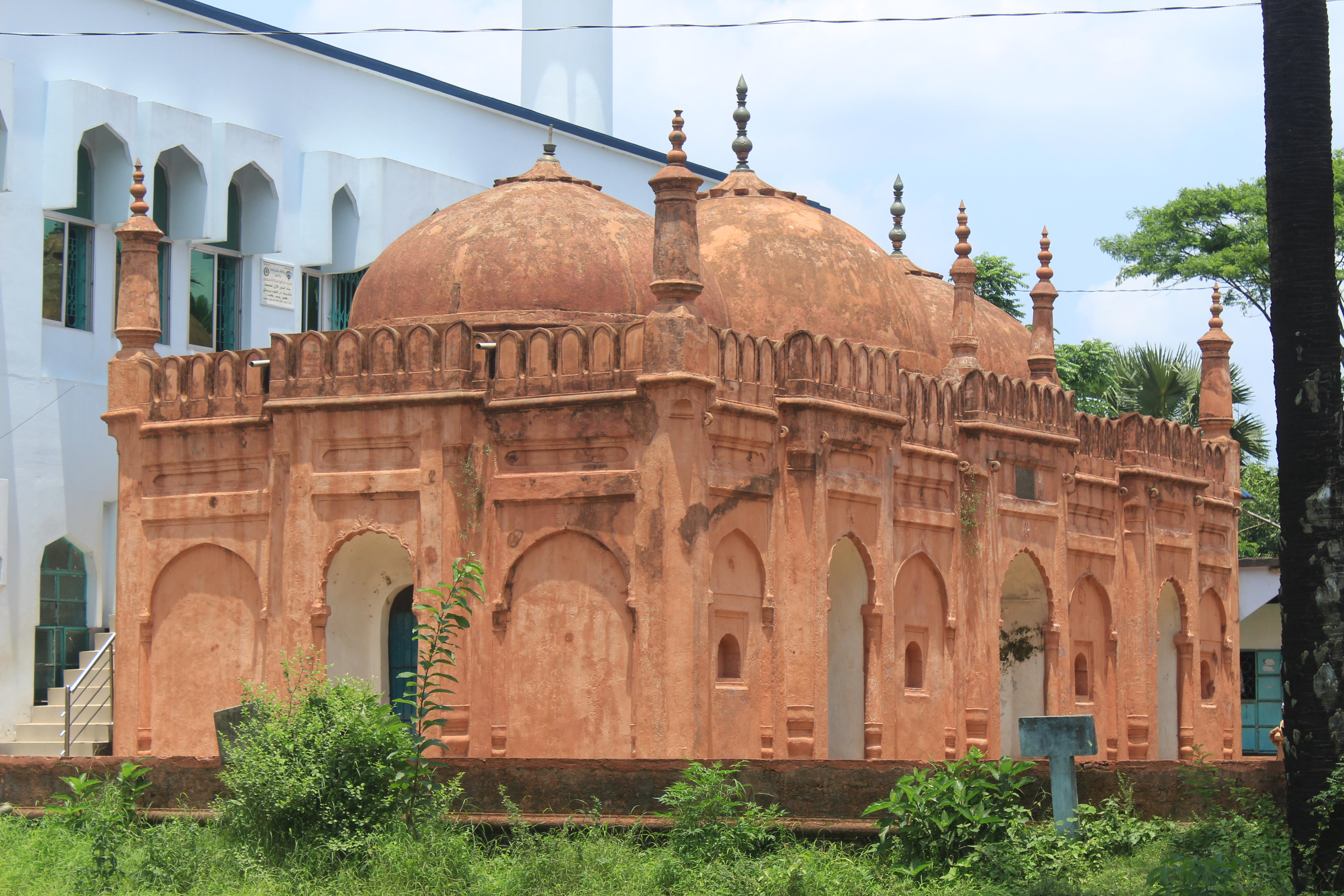
Die Mohammad Ali Chowdhury Moschee

### Natur und Tierwelt
Die Vegetation entspricht der des gesamten Unterlaufs der Ganges mit zahlreichen immergrünen Bäumen. Hinzu kommen Obstbäume, Palmen und Bananenstauden.
Zur Tierwelt gehören Schakale, Füchse, der bengalische Mungo, Zibetkatzen, Eichhörnchen und Fledermäuse. Hinzu kommen zahlreiche Vogelarten, Fische, Reptilien, zahlreiche Schlangenarten und Amphibien.

### Klima
Das Klima ist subtropisch und die Temperaturen schwanken zwischen 14,4 und 34,3 °Celsius. Die durchschnittliche jährliche Regenmenge beträgt 3302 mm. Die durchschnittliche Luftfeuchtigkeit beträgt meist mehr als 70 %. In den Monaten von November bis März fällt wenig Regen. Juni, Juli und August sind die Monate mit dem meisten Regen.

## Geschichte
Archäologische Funde belegen eine mehrtausendjährige Besiedlung des Gebiets. Es teilte nachher die Geschichte Bengalens. Nach 1870 wurde von den Briten eine Verwaltungseinheit Fenny als Teil des Distrikts Noakhali geschaffen, aus dem am 1. März 1984 der heutige Distrikt wurde.

## Bevölkerung

### Bevölkerungsentwicklung
Wie überall in Bangladesch wächst die Einwohnerzahl im Distrikt seit Jahrzehnten stark an. Dies verdeutlicht die folgende Tabelle:

### Bedeutende Orte
Einwohnerstärkste Ortschaft innerhalb des Distrikts ist der Distriktshauptort Feni. Weitere Städte (Towns) sind Chhagalnaiya, Daganbhuiyan, Parshuram und Sonagazi. Die städtische Bevölkerung macht insgesamt 20,44 Prozent der gesamten Bevölkerung aus.

### Verteilung Stadt und Landbevölkerung
Feni gehört zu den stark ländlich geprägten Distrikten innerhalb des Landes. Die Verteilung:
| Stadt- und Landbevölkerung im Distrikt Feni                          |                   |                   |                   |                   |                   |                   |                   |                   |                   |                   |
|                                                                      | Volkszählung 1974 | Volkszählung 1974 | Volkszählung 1981 | Volkszählung 1981 | Volkszählung 1991 | Volkszählung 1991 | Volkszählung 2001 | Volkszählung 2001 | Volkszählung 2011 | Volkszählung 2011 |
| Anzahl                                                               | Anteil            | Anzahl            | Anteil            | Anzahl            | Anteil            | Anzahl            | Anteil            | Anzahl            | Anteil            |                   |
| GESAMT                                                               | 760.015           | 100 %             | 898.851           | 100 %             | 1.096.745         | 100 %             | 1.240.384         | 100 %             | 1.437.371         | 100 %             |
| STADT                                                                | 15.428            | 2,03              | 57.560            | 6,40 %            | 95.878            | 8,74 %            | 170.200           | 13,72 %           | 293.742           | 20,44 %           |
| LAND                                                                 | 744.587           | 97,97             | 841.291           | 93,60 %           | 1.000.867         | 91,26 %           | 1.070.184         | 86,28 %           | 1.143.629         | 79,56 %           |
| Quelle: Zila Feni bei der Volkszählung 2011, Tabelle PT-01, Seite 17 |                   |                   |                   |                   |                   |                   |                   |                   |                   |                   |

### Bevölkerung des Distrikts nach Geschlecht
Sehr untypisch für Bangladesch übertrifft die weibliche Bevölkerung heute die Anzahl männlicher Bewohner. Das Verhältnis zwischen Männern und Frauen war aber stets recht ausgeglichen.
| Verteilung der Bevölkerung nach Geschlecht im Distrikt Feni          |                   |                   |                   |                   |                   |                   |                   |                   |                   |                   |
|                                                                      | Volkszählung 1974 | Volkszählung 1974 | Volkszählung 1981 | Volkszählung 1981 | Volkszählung 1991 | Volkszählung 1991 | Volkszählung 2001 | Volkszählung 2001 | Volkszählung 2011 | Volkszählung 2011 |
| Anzahl                                                               | Anteil            | Anzahl            | Anteil            | Anzahl            | Anteil            | Anzahl            | Anteil            | Anzahl            | Anteil            |                   |
| GESAMT                                                               | 760.015           | 100 %             | 898.851           | 100 %             | 1.096.745         | 100 %             | 1.240.384         | 100 %             | 1.437.371         | 100 %             |
| Männer                                                               | 391.479           | 51,51 %           | 451.318           | 50,21 %           | 550.797           | 50,22 %           | 616.128           | 49,67 %           | 694.128           | 48,29 %           |
| Frauen                                                               | 368.536           | 48,49 %           | 447.533           | 49,79 %           | 545.948           | 49,78 %           | 624.256           | 50,33 %           | 743.243           | 51,71 %           |
| Quelle: Zila Feni bei der Volkszählung 2011, Tabelle PT-02, Seite 17 |                   |                   |                   |                   |                   |                   |                   |                   |                   |                   |

### Volksgruppen
Fast die gesamte Einwohnerschaft besteht aus Bengalen. Die anerkannten Minderheiten zählen insgesamt nur 639 Personen. Von diesen sind 267 Chakmas, 27 Barmon und 26 Tripuri.

### Religion
Fast die gesamte Bevölkerung ist hinduistisch oder muslimisch. Wobei die Muslime allein mehr als neunzig Prozent der Einwohnerschaft stellen. Der Anteil der Hindus steigt in absoluten Zahlen. Doch sinkt ihr Anteil ständig.
| Jahr                                                                 | Buddhisten | Buddhisten | Christen | Christen | Hindus | Hindus | Muslime   | Muslime | Andere | Andere | Gesamt    | Gesamt   |
| Jahr                                                                 | Zahl       | Anteil     | Zahl     | Anteil   | Zahl   | Anteil | Zahl      | Anteil  | Zahl   | Anteil | Zahl      | Anteil   |
| -------------------------------------------------------------------- | ---------- | ---------- | -------- | -------- | ------ | ------ | --------- | ------- | ------ | ------ | --------- | -------- |
| 1981                                                                 | 116        | 0,01 %     | 97       | 0,01 %   | 70.891 | 7,89 % | 827.486   | 92,06 % | 261    | 0,03 % | 898.851   | 100,00 % |
| 1991                                                                 | 295        | 0,03 %     | 56       | 0,01 %   | 78.373 | 7,14 % | 1.017.741 | 92,80 % | 280    | 0,02 % | 1.096.745 | 100,00 % |
| 2001                                                                 | 235        | 0,02 %     | 60       | 0,00 %   | 80.543 | 6,49 % | 1.159.374 | 93,47 % | 172    | 0,01 % | 1.240.384 | 100,00 % |
| 2011                                                                 | 408        | 0,03 %     | 182      | 0,01 %   | 83.773 | 5,83 % | 1.352.866 | 94,12 % | 142    | 0,01 % | 1.437.371 | 100,00 % |
| Quelle: Zila Feni bei der Volkszählung 2011, Tabelle PT-14, Seite 22 |            |            |          |          |        |        |           |         |        |        |           |          |

In den sechs Upazilas (Subdistrikten) sieht die Verteilung folgendermaßen aus:
| Bevölkerung in den Upazilas des Distrikts nach Religion |           |         |         |        |        |            |            |          |          |        |        |
| Upazila                                                 | GESAMT    | Muslime | Muslime | Hindus | Hindus | Buddhisten | Buddhisten | Christen | Christen | Andere | Andere |
| Upazila                                                 | Einwohner | Anzahl  | Anteil  | Anzahl | Anteil | Anzahl     | Anteil     | Anzahl   | Anteil   | Anzahl | Anteil |
| Chhangalnaiya                                           | 187.156   | 182.193 | 97,35 % | 4887   | 2,61 % | 34         | 0,02 %     | 25       | 0,01 %   | 17     | 0,01 % |
| Daganbhuiyan                                            | 254.402   | 239.459 | 94,12 % | 14.889 | 5,85 % | 18         | 0,01 %     | 28       | 0,01 %   | 8      | 0,00 % |
| Feni Sadar                                              | 512.646   | 477.777 | 93,20 % | 34.417 | 6,71 % | 254        | 0,05 %     | 115      | 0,02 %   | 83     | 0,02 % |
| Fulgazi                                                 | 119.558   | 110.356 | 92,30 % | 9197   | 7,69 % | 0          | 0,00 %     | 4        | 0,00 %   | 1      | 0,00 % |
| Parshuram                                               | 101.062   | 96.872  | 95,85 % | 4175   | 4,13 % | 5          | 0,00 %     | 2        | 0,00 %   | 8      | 0,01 % |
| Sonagazi                                                | 262.547   | 246.209 | 93,78 % | 16.208 | 6,17 % | 97         | 0,04 %     | 8        | 0,00 %   | 25     | 0,01 % |
| Quelle: Ergebnis der Volkszählung 2011                  |           |         |         |        |        |            |            |          |          |        |        |

## Verwaltung
Der Distrikt Feni ist derzeit in sechs so genannte Upazilas unterteilt: Chhangalnaiya, Daganbhuiyan, Feni Sadar, Fulgazi, Parshuram und Sonagazi. Innerhalb dieser Verwaltungsunterteilung gibt es fünf selbstverwaltende Städte (municipalities), 43 Union Parishads (Dorfräte) und 553 Dörfer.

## Wirtschaft
Insgesamt gibt es (2011) 1.107.431 Personen, die älter als 10 Jahre alt sind. Von diesen sind 368.513 Personen in der Schule, 20.282 Menschen auf Arbeitssuche und 392.032 Menschen arbeiten in einem Haushalt. 326.604 Personen sind erwerbstätig. Davon arbeiten 99.410 (=30,4 Prozent) Personen in Landwirtschaft und Fischerei, 41.205 in der Industrie und 185.989 Menschen im Bereich Dienstleistungen.
Landwirtschaftliche Haupterzeugnisse sind Kartoffeln, Reis, Zwiebeln, Hülsenfrüchte, Weizen, Zuckerrohr, verschiedene Gemüse und Gewürze. Als am meisten verbreiteten Obstsorten gelten Papayas, Bananen, Pfirsiche, Jackfrucht, Mangos, Litchis, Kokosnüsse und Limonen.

## Gesundheit
Es gibt ein einziges Krankenhaus und in jedem Unterbezirk ein Gesundheitszentrum. Auf örtlicher Ebene gibt es zudem kleinere Gesundheitszentren und Familienplanungszentren.

## Verkehr
Im ganzen Distrikt gibt es mit der Bahnlinie Chittagong-Dhaka nur eine einzige Bahnlinie. Daher wickelt sich der regionale Verkehr meist mit Autorikschas und Kleinbussen und der überregionale Verkehr mit Bussen ab.

## Persönlichkeiten
- Khaleda Zia, Premierministerin von 1991 bis 1996 und seit 2001